# Думітрешть (Вранча)
Думітрешть, Думітрешті (рум. Dumitrești) — село у повіті Вранча в Румунії. Адміністративний центр комуни Думітрешть.
Село розташоване на відстані 140 км на північний схід від Бухареста, 26 км на південний захід від Фокшан, 87 км на захід від Галаца, 102 км на схід від Брашова.

## Населення
За даними перепису населення 2002 року у селі проживали 702 особи, з них 700 осіб (99,7%) румунів. Рідною мовою 701 особа (99,9%) назвала румунську.